# Гомон, Евгения Евгеньевна
Евгения Евгеньевна Гомон (род. 25 марта 1995 года в Запорожье) — украинская спортсменка и тренер по художественной гимнастике. Мастер спорта Украины международного класса (2016). Чемпионка и многократный призёр летних Универсиад.

## Биография

### Спортивная карьера
На летних Олимпийских играх в Лондоне Евгения выступала в двух дисциплинах (квалификация и многоборье), где вместе со своей командой завоевала выход в многоборье (финальные соревнования) и заняла пятое место.
На летней Универсиаде в Казани Евгения выступала в трёх групповых дисциплинах вместе с Еленой Дмитраш, Александрой Гридасовой, Валерией Гудым, Светланой Прокоповой и Викторией Мазур, спортсменки завоевали серебряную и две бронзовые награды.
Серебро они завоевали в командном многоборье, набрав 32,599 балла, первое место завоевали россиянки с результатом 35,100.
Ещё две бронзовые медали Евгения со своей командой завоевала в групповых упражнениях с десятью булавами (16,533), а также с тремя мячами и двумя лентами (16,200).
На чемпионате мира в Киеве, который проходил с 28 августа по 1 сентября 2013, Евгения выступала в трёх дисциплинах и завоевала бронзовую медаль в командном упражнении 10 булав вместе с Викторией Мазур, Викторией Шинкаренко, Еленой Дмитраш, Светланой Прокоповой и Валерией Гудым. Украинки успешно преодолели квалификацию (5-е место), сумев попасть в число восьми команд, которые в финале разыгрывали медали чемпионата мира. Показанная в финале композиция принесла украинкам 17,208 баллов и третье место. Золото выиграла сборная Испании (17,350), серебро у итальянок (17,300).
В упражнении с тремя мячами и двумя лентами украинская команда провалила выступление, показав 21-й результат среди 29 сборных. Вместе с пятым местом в квалификации в упражнении с десятью булавами в итоге украинские гимнастки заняли 15-е место.
На летней Универсиаде в Кванджу Евгения Гомон в составе сборной Украины (вместе с Валерией Гудым, Александрой Гридасовой, Еленой Дмитраш и Анастасией Мульминой) завоевала золото в командных упражнениях с булавами и обручами и серебро — в командных упражнениях с лентами и в командном многоборье.
Участвовала в Олимпиаде 2016 года в Рио-де-Жанейро, где в финале группового многоборья заняла седьмое место.
В 2017 году вместе с обновлённой командой получила в групповых упражнениях ряд медалей на этапах Кубка мира по художественной гимнастике. После своего четвёртого чемпионата мира в Пезаро (Италия) спортсменка завершила профессиональную карьеру. На Чемпионате Европы по художественной гимнастике 2018 (Гвадалахара) выиграла две серебряные медали в командных зачётах — она и Кобец Дария, Возняк Анастасия, Валерия Юзьвяк, Валерия Ханина, Диана Мижерицкая.

### Тренерская карьера
В 2018 году принимала участие в подготовке национальной сборной команды Украины по художественной гимнастике в групповых упражнениях к чемпионату мира в Софие, Болгария. В упражнениях с тремя мячами и двумя скакалками украинки завоевали бронзовые награды. В 2019 году подготовила команду в групповых упражнениях к летней Универсиаде в Неаполе, Италия. Украинские гимнастки завоевали три серебряных награды, а Евгению представили к Ордену княгини Ольги II степени.
В первые месяцы полномасштабного российского вторжения инициировала и организовала проведение бесплатных онлайн тренировок по художественной гимнастике для девушек из Украины, потерявших возможность тренироваться в обычных условиях. Онлайн тренировки одновременно посещали до 200 украинских девушек гимнасток из разных регионов Украины.
В 2023 году основала клуб художественной гимнастики Gomon Gymnastics Space в Киеве.

### Личная жизнь
Замужем, воспитывает сына.